# 列瓦达中心
列瓦达中心（俄语：Левада-Центр），又譯勒瓦達中心，是俄罗斯一家独立的民意调查和社會研究非政府组织。它以其创始人、第一位俄罗斯社会学教授尤里·列瓦达的名字命名。该中心的历史可以追溯到1987年，当时在塔季扬娜·扎斯拉夫斯卡娅院士的领导下成立了全联盟舆论研究中心。列瓦达中心定期进行自己和委托的民意调查和市场研究。 2016年，俄羅斯當局認定列瓦达中心为外国代理人。勒瓦達中心採取自主調查活動，資訊的可靠性被認為比較高。